# Cicurina bandida
Espèce
Synonymes
- Cicurina cueva Gertsch, 1992
- Cicurina reyesi Gertsch, 1992

Cicurina bandida est une espèce d'araignées aranéomorphes de la famille des Cicurinidae.

## Distribution
Cette espèce est endémique du Texas aux États-Unis,. Elle se rencontre dans le comté de Travis dans les grottes Bandit Cave, Ireland's Cave, Cave X, Blowing Sink, Driskill Cave, Get Down Cave, Lost Gold Cave, Lost Oasis Cave, Maple Run Cave, Flint Ridge Cave et Airman's Cave.

## Description
La femelle holotype mesure 5,6 mm. Cette araignée est anophtalme.
La femelle décrite par Paquin et Dupérré en 2009 mesure 5,65 mm.
Les mâles mesurent de 3,06 à 3,10 mm et les femelles de 4,00 à 6,12 mm.

## Systématique et taxinomie
Cette espèce a été décrite par Gertsch en 1992.
Cicurina cueva et Cicurina reyesi ont été placées en synonymie par Paquin, Dupérré, Cokendolpher, White et Hedin en 2008.

## Étymologie
Son nom d'espèce lui a été donné en référence au lieu de sa découverte, Bandit Cave.

## Publication originale
- Gertsch, 1992 : « Distribution patterns and speciation in North American cave spiders with a list of the troglobites and revision of the cicurinas of the subgenus Cicurella. » Texas Memorial Museum Speleological Monograph, no 3, p. 75-122.